# تازه‌کند یوزباشی
تازه‌کند یوزباشی یک روستا در ایران است که در استان اردبیل واقع شده‌است. تازه‌کند یوزباشی ۲۴ نفر جمعیت دارد. در بخش قصابه شهر مشگین شهر می باشد.